# Scottish League Cup 1985/86
Der Scottish League Cup wurde 1985/86 zum 40. Mal ausgespielt. Der schottische Ligapokal begann am 14. August 1985 und endete mit dem Finale am 27. Oktober 1985. Am Wettbewerb nahmen die Vereine der Scottish Football League und Scottish Premier League teil. Wurde ein Duell nach 90 Minuten plus Verlängerung nicht entschieden, kam es zum Elfmeterschießen. Den Titel sicherte sich zum 3. Mal in der Klubgeschichte der FC Aberdeen im Finale gegen Hibernian Edinburgh.

## 1. Runde
Ausgetragen wurden die Begegnungen am 14. und 19. August 1985.
|                      | Ergebnis |                  |
| -------------------- | -------- | ---------------- |
| Berwick Rangers      | 1:3      | FC Cowdenbeath   |
| East Stirlingshire   | 1:3      | Raith Rovers     |
| Queen of the South   | 3:0      | FC Arbroath      |
| FC Queen’s Park      | 1:2      | Stirling Albion  |
| FC Stranraer         | 3:0      | Albion Rovers    |
| Dunfermline Athletic | 4:0      | FC Stenhousemuir |

## 2. Runde
Ausgetragen wurden die Begegnungen am 20. und 21. August 1985.
|                     | Ergebnis              |                      |
| ------------------- | --------------------- | -------------------- |
| Hamilton Academical | 2:0                   | FC East Fife         |
| FC Livingston       | 2:3                   | Forfar Athletic      |
| FC Montrose         | 1:3                   | Heart of Midlothian  |
| FC St. Mirren       | 3:1                   | FC Kilmarnock        |
| FC Aberdeen         | 5:0                   | Ayr United           |
| Alloa Athletic      | 0:2                   | Dundee United        |
| Brechin City        | 3:1                   | FC Falkirk           |
| FC Clydebank        | 7:2                   | Raith Rovers         |
| Hibernian Edinburgh | 6:0                   | FC Cowdenbeath       |
| Greenock Morton     | 2:2 n. V. (?:? i. E.) | Dunfermline Athletic |
| FC Motherwell       | 1:0                   | Partick Thistle      |
| Queen of the South  | 1:4                   | Celtic Glasgow       |
| Glasgow Rangers     | 5:0                   | FC Clyde             |
| FC St. Johnstone    | 1:0                   | Airdrieonians FC     |
| Stirling Albion     | 1:1 n. V. (?:? i. E.) | FC Dumbarton         |
| FC Stranraer        | 2:3                   | FC Dundee            |

## 3. Runde
Ausgetragen wurden die Begegnungen am 27. und 28. August 1985.
|                     | Ergebnis              |                 |
| ------------------- | --------------------- | --------------- |
| Forfar Athletic     | 2:2 n. V. (?:? i. E.) | Glasgow Rangers |
| Heart of Midlothian | 2:1 n. V.             | Stirling Albion |
| Celtic Glasgow      | 7:0                   | Brechin City    |
| Dundee United       | 2:0                   | FC Clydebank    |
| Hamilton Academical | 2:1 n. V.             | FC Dundee       |
| Hibernian Edinburgh | 6:1                   | FC Motherwell   |
| Greenock Morton     | 1:4                   | FC St. Mirren   |
| FC St. Johnstone    | 0:2                   | FC Aberdeen     |

## Viertelfinale
Ausgetragen wurden die Begegnungen am 4. September 1985 statt.
|                     | Ergebnis              |                     |
| ------------------- | --------------------- | ------------------- |
| FC Aberdeen         | 1:0                   | Heart of Midlothian |
| Dundee United       | 2:1                   | FC St. Mirren       |
| Hamilton Academical | 1:2                   | Glasgow Rangers     |
| Hibernian Edinburgh | 4:4 n. V. (?:? i. E.) | Celtic Glasgow      |

## Halbfinale
Ausgetragen wurden die Begegnungen am 25. September (Hinspiel) und 9. Oktober 1985 (Rückspiel)
|                 | Gesamt |                     | Hinspiel | Rückspiel |
| --------------- | ------ | ------------------- | -------- | --------- |
| FC Aberdeen     | 2:0    | Dundee United       | 1:0      | 1:0       |
| Glasgow Rangers | 1:2    | Hibernian Edinburgh | 0:2      | 1:0       |

## Finale
| FC Aberdeen                                | FC Aberdeen | Hibernian Edinburgh | Hibernian Edinburgh |
| ------------------------------------------ | --- | --- | ------------------- |
| FC Aberdeen                                | \| 27. Oktober 1985 in Glasgow (Hampden Park) \| \| Ergebnis: 3:0 (2:0) \| \| Zuschauer: 40.061 \|                                                                                           | \| 27. Oktober 1985 in Glasgow (Hampden Park) \| \| Ergebnis: 3:0 (2:0) \| \| Zuschauer: 40.061 \| | Hibernian Edinburgh |
| FC Aberdeen                                | Jim Leighton – Stewart McKimmie, Brian Mitchell, Billy Stark, Alex McLeish – Willie Miller, Eric Black, Neil Simpson, Frank McDougall, Neale Cooper – John Hewitt Cheftrainer: Alex Ferguson | Alan Rough – Alan Sneddon, Iain Munro, Ally Brazil (John Collins), Mark Fulton – Gordon Hunter, Paul Kane, Gordon Chisholm, Joe McBride (Colin Harris) – Steve Cowan, Gordon Durie Cheftrainer: John Blackley | Hibernian Edinburgh |
| FC Aberdeen                                | 1:0 Black (10.) 2:0 Stark (12.) 3:0 Black (63.) | | Hibernian Edinburgh |
| 27. Oktober 1985 in Glasgow (Hampden Park) | | |                     |
| Ergebnis: 3:0 (2:0)                        | | |                     |
| Zuschauer: 40.061                          | | |                     |